# Brotherella filiformis
Brotherella filiformis là một loài rêu trong họ Sematophyllaceae. Loài này được Dixon mô tả khoa học đầu tiên năm 1937.